# Слатіна-де-Кріш
Слатіна-де-Кріш (рум. Slatina de Criș) — село у повіті Арад в Румунії. Входить до складу комуни Дезна.
Село розташоване на відстані 374 км на північний захід від Бухареста, 76 км на північний схід від Арада, 111 км на захід від Клуж-Напоки, 107 км на північний схід від Тімішоари.

## Населення
За даними перепису населення 2002 року у селі проживали 190 осіб, з них 184 особи (96,8%) румунів. Рідною мовою 188 осіб (98,9%) назвали румунську.